# Chante Noël
Albums de Mireille Mathieu
L'Essentiel
(2003 - 2004) Platinum Collection
(2005)
Chante Noël est une compilation de chants de Noël interprétée par Mireille Mathieu et sortie en 2004. Il s'agit de la réédition de l'album Le merveilleux petit monde de Mireille Mathieu chante Noël sorti de 1968, mais avec 4 titres inédits. Elle y interprète une chanson avec son père, Minuits, chrétiens, ainsi qu'une avec l'un de ses frères, Douce Nuit. Il a été réédité en 2015 dans la compilation Mireille Mathieu Noël.

## Chansons
1. Noël blanc (Francis Blanche, Irving Berlin)
2. Petit Papa Noël (Henri Martinet, Raymond Vincy)
3. Noël d'Aubervilliers (Bernard Dimey/Francis Lai)
4. La cambo mi faou (Nicolas Saboly, chanson traditionnelle en occitan)
5. Mon beau sapin (chanson traditionnelle)
6. Il est né le divin enfant (chanson traditionnelle)
7. Vive le vent (Francis Blanche, James Pierpont)
8. Douce nuit (Joseph Mohr, Franz Xaver Gruber)
9. Rin-Rin (chanson traditionnelle espagnole)
10. Les Enfants de Noël (Roger Berthier/Paul Mauriat)
11. Minuit, chrétiens (chanson traditionnelle)
12. Les Anges dans nos campagnes  (chanson traditionnelle)
13. Écoute ce cri (Pierre Delanoë) - live à l'Olympia
14. Un million d'enfants (R. Gauthier/Paul Baillargeon)
15. Un enfant viendra (Eddy Marnay/Christian Bruhn)
16. Le Village oublié (Eddy Marnay/Christian Bruhn)